# النادي الأهلي السعودي لكرة اليد
يمتلك النادي الأهلي بجدة العديد من الألعاب المختلفة، ومن أشهر هذه الألعاب لعبة «كرة اليد» حيث تم تأسيس فريق كرة اليد بالنادي الأهلي السعودي عام 1938 ميلاي أي بعد سنة من تأسيس النادي ويعد فريق كرة اليد أو كما يطلق عليه «يد الأهلي الفولاذية» من أشهر الأندية العربية والخليجية كما يعد أحد أعمده كرة اليد السعودية حيث يمتلك في سجلاته 68 بطولة رسمية.

## البطولات

### المحلية
- الدوري الممتاز

 البطل (21):  1976 ، 1977، 1978، 1979، 1980، 1985، 1986، 1987، 1989، 1990، 1991، 1992، 1997، 1999، 2000، 2003، 2004، 2005، 2006 ، 2013، 2014
- كأس الاتحاد السعودي

 البطل (26):  1980 ،1981، 1982، 1983، 1984، 1985، 1986، 1987، 1988، 1989، 1990، 1991، 1992، 1993، 1994، 1995، 1998، 2000، 2002، 2006، 2007، 2008، 2009، 2011، 2012، 2013
- البطولة الخليجية للأندية

 البطل (7): 1983، 1986، 1987، 1988، 2003، 2008، 2009
- بطولة النخبة السعودية

 البطل (6): 1998، 2003، 2005، 2006، 2007، 2014
- بطولة المملكة

 البطل (3):  1973، 1974، 1975
- البطولة العربية للأندية أبطال الدوري

 البطل (3): 1980، 1981، 2005
- كأس الأندية الآسيوية أبطال الدوري

 البطل (1): 2009
- بطولة الأندية العربية الأبطال

 البطل (1): 2001
- كأس أندية التضامن

 البطل (1): 2005
كأس المنطقة الغربية 8 بطولات
1967، 1968، 1969 ، 1970، 1972، 1973 ، 1974 ، 1975